# Santana-Formation
Die Santana-Formation ist eine der bedeutendsten Fossillagerstätten der Welt. Sie liegt in der Region Santana im Osten Brasiliens im Araripe-Becken im Grenzgebiet der Bundesstaaten Pernambuco, Piauí und Ceará. Das Fundgebiet liegt am Fuß des Araripe-Plateaus, der höchsten Erhebung im Araripe-Becken mit einer Höhe von maximal 600 bis 900 Metern und einer Ausdehnung von etwa 200 Kilometern von Osten nach Westen. Die Fossilien der Santana-Formation entstammen der frühen Kreidezeit vor etwa 110 Millionen Jahren.
Die ersten Fossilien der Formation wurden von den beiden bayerischen Forschern Johann Baptist von Spix und Carl Friedrich Philipp von Martius 1819 entdeckt, als sie diese damals noch vollständig unerforschte Region erkundeten und dabei auf sehr gut erhaltene Fossilien von Fischen stießen. Die Nachricht über diesen Fund wurde sehr schnell verbreitet und gelangte so zu Paläontologen in aller Welt. Der erste Flugsaurier (Araripesaurus castilhoi) wurde 1971 von Llewellyn Ivor Price (1905–1980) wissenschaftlich beschrieben.

## Geologie des Araripe-Beckens
Die Santana-Formation bildete sich während der Unterkreide vor etwa 90 bis 110 Millionen Jahren. Zu dieser Zeit kam es zum Auseinanderbrechen des Riesenkontinents Gondwana und die beiden Teile Südamerika und Afrika entfernten sich voneinander. Entsprechend wechselten die Lebensbedingungen zur Zeit der Ablagerung zeitlich und räumlich schnell, was sich in den Sedimenten der Santana-Formation widerspiegelt.
Die Sedimentgesteine lagern auf einer Gesteinsbasis aus proterozoischen Metamorphosegesteinen, hauptsächlich Gneis, und Vulkangesteinen. Mit der Cariri-Formation als unterstes Schichtglied, die vor allem aus Sandstein und Kies besteht, setzt die Sequenz ein. Darauf folgen die Missao-Velha-Formation mit rotem und grünem Sandstein (Mudstone) sowie die Crato-Formation, in der der Sandstein einen sehr hohen Anteil organischer Stoffe besitzt und mit Plattenkalken verzahnt ist. Die nächste Schicht, die Ipubi-Formation besteht aus Evaporitgesteinen, das sind Salzgesteine, die zu den chemischen Sedimenten zählen. Es folgt die vor allem aus feinem Sand und Kies bestehende Batateiras-Formation. 
Das aus dünnplattigen Kalken bestehende Crato-Member ist die ältere der fossilführenden Schichtglieder. Sie enthält vor allem Fossilien von landlebenden Gliederfüßern und von Pflanzen. Die eigentliche Santana-Formation (auch Romualdo-Schichtglied) mit den bekannten Fischfossilien liegt darüber und besteht im Wesentlichen wieder aus feinkörnigem Sandstein mit gut ausgebildeten Fossilhorizonten, meist in harten Kalkknollen. Den Abschluss der Schichtenfolge bildet die durch weitere Sandsteine, grobem Sand und Kies charakterisierte Exu-Formation (Nomenklatur nach Martill, 1993).

## Fossilien der Santana-Formation
Die Santana-Formation enthält vor allem Fossilien von verschiedenen Fischarten der frühen Kreidezeit. Daneben existieren Santana-Fossilien auch von verschiedenen Amphibien, Reptilien (etwa Krokodile und Schildkröten), Flugsauriern (Ornithocheirus und Tapejara) und Dinosauriern. Auch Insekten, Skorpione, Webspinnen sowie Blütenpflanzen und Farne wurden in bemerkenswerter Qualität gefunden. Die gute Erhaltung der Fossilien und die Detailgenauigkeit ist vor allem auf die schnelle Sedimentation und die Feinkörnigkeit des Substrates zurückzuführen.
Besonders bekannt, reichhaltig und bedeutend sind die Fossilien von Fischen. Darin enthalten sind viele Arten der Knochenfische, jedoch auch Haie und Rochen sowie Quastenflosser. Viele dieser Fische wurden ausschließlich hier entdeckt, einige (etwa der sprottenartige Dastilbe crandalli) außerdem an der Westküste des afrikanischen Kontinents, wodurch sie als Beleg für die Gondwana-Theorie angeführt werden.
Für Flugsaurier stellt die Formation eine besonders reichhaltige Fundstelle dar. An keinem anderen Ort der Welt wurden so viele verschiedene Flugsaurier der unteren Kreidezeit wie hier entdeckt. Dabei wurden Exemplare beinahe aller zu der Zeit bekannten Flugsauriergruppen entdeckt, einige Taxa sind sogar nur durch diese Exemplare bekannt.
Unter den Dinosauriern sind es vor allem Theropoden, die in der Santana-Formation entdeckt wurden; so etwa der 1999 entdeckte Santanaraptor und die Spinosauriden Angaturama limai und Irritator challengeri, die allerdings mit sehr hoher Wahrscheinlichkeit Fossilien der gleichen Art und somit Synonyme darstellen.
Bemerkenswert sind auch die Funde einiger Schildkröten an diesem Ort, etwa die älteste bekannte Meeresschildkröte Santanachelys gaffneyi sowie die Araripemydidae Araripemys barretoi und die Bothremydidae Cearachelys placidoi.
Die Funde von sehr gut erhaltenen Gliederfüßern wie Spinnen, Skorpionen und Insekten (Libellen, Zweiflügler, Zikaden u. a.) gehen in die Tausende, ebenso die Abdrücke von Blütenpflanzen und Farnen.

## Paläoökologie
Die Santana-Formation entstand mit sehr hoher Wahrscheinlichkeit durch die Sedimentation eines flachen Binnensees, der mit Süß- oder Brackwasser gefüllt war. Bezüglich der Salinität herrscht vor allem aufgrund der Fossilienfunde bislang Uneinigkeit, so sprechen einige Fische für ein salzfreies oder salzarmes Wasser, andere für Salzwasser. Die Insektenfunde stellen eher ein Indiz für Süßwasser dar, der Fund der Santanachelys gaffneyi wiederum lässt Salzwasser vermuten. Die größte Anerkennung findet daher die Theorie, nach der es sich um eine brackige Lagune handelte, die mit dem Meer in Verbindung stand. Das Klima war tropisch-warm und soll dem heutigen Klima in Brasilien weitestgehend entsprochen haben.